# Moschus berezovskii
El ciervo almizclero enano (Moschus berezovskii) es una especie de mamífero artiodáctilo nativo del sur y centro de China y el noreste de Vietnam. En 1976, China incluyó la especie dentro de su lista de especies amenazadas. Existen cuatro subespecies reconocidas:
- M. b. berezovskii
- M. b. bijiangensis
- M. b. caobangis
- M. b. yanguiensis